# Linus Roache
Linus Roache (Mánchester, Inglaterra; 1 de febrero en 1964) es un actor británico principalmente conocido por interpretar al rey de Wessex Egberto en la serie de televisión Vikingos.

## Biografía
Linus es hijo de los actores William Roache y Anna Cropper. Tiene una hermana Vanya Roache y tres medios hermanos, el actor James Roache, la diseñadora de interiores Verity Elizabeth Roache y Edwina Roache, quien murió a los 18 meses debido a una neumonía cuando Linus tenía 20 años. 
En enero del 2003 se casó con la actriz Rosalind Bennett.

## Carrera
Desde pequeño demostró interés por la actuación, inspirado por sus padres, quienes se dedicaban también al mundo del espectáculo. En 1971 se unió al elenco de la serie británica Coronation Street donde interpretó a Peter Barlow, el hijo de Ken Barlow interpretado por su padre (William Roache), hasta 1973.
Linus hizo su debut en televisión en el año 1971 en una serie llamada Onedin Line.
En el año 1975 le tocaría reemplazar a su padre en el papel de Ken Barlow en la serie Coronation Street.
Finalmente en 1985 debuta en la pantalla grande en la comedia No surrender junto a Michael Angelis y James Ellis.
En los años 90 participó bastante en el cine y la televisión. Interpretó papeles en las películas Priest (1994), The Wings of the Dove (1997), Venice Project y Siam Sunset en 1999; y en televisión, trabajó tanto en series, como películas. Algunas series fueron Omnibus (1990), Seaforth y How High the Moon en el 1994, y la película Shot Through the Heart en 1998.
En 2000 interpretó a Dennis Law en Best y al poeta Samuel Taylor Coleridge en Pandaemonium (película que le valió el premio a Mejor actor entregado por la Evening Standard British Film Award).
Los años venideros fueron buenos para Linus, ya que tuvo trabajo en varias películas, aunque ninguna fue una superproducción, tuvo su lugar en Hart's Wary Gathering Storm (película para la televisión con la cual ganó un premio Golden Satellite a Mejor actor secundario) en 2002, Beyond Borders y Blind Fight en 2003.
También interpretó a Robert F. Kennedy en la película para televisión RFK.
En 2004 participa en una película de ciencia ficción junto a Vin Diesel, llamada Las Crónicas de Riddick en la que Roache interpreta al purificador.
Finalmente en 2005 le llegaría un papel en una superproducción hollywoodense acerca de Batman, titulada Batman Begins, del director Christopher Nolan. Si bien su papel no sería protagonista, sí sería determinante en la película, ya que le tocaría interpretar al Dr. Thomas Wayne, el padre de Bruce Wayne, y tendría apariciones bastante relevantes en el largometraje.
Al año siguiente, estuvo en la película Find Me Guilty y en la serie televisiva Kidnapped como Andy Archer.
Finalmente, en 2008, luego de trabajar en la película Before the rains, encontró un puesto fijo en la famosa serie de investigación criminal titulada La Ley y el orden interpretando a A.D.A. Michael Cutter, el asistente del Fiscal de Distrito Jack McCoy, papel interpretado por Sam Waterston. 
Tuvo una sólida participación en el papel del rey de Wessex Egberto en la serie de televisión Vikingos

## Filmografía
- The Apology (2022) ... Jack Kingsley
- A Call to Spy (2019) ... Maurice Buckmaster
- Mandy (2018) Panos Cosmatos
- Summer of Rockets (2018 - presente) ... Richard Shaw
- Homeland (2018 - 2020) (Serie) .... David Wellington
- Vikings (2013 - 2017) (Serie) .... Rey Ecbert de Wessex
- The Making of a Lady (2012) (TV Film) .... Lord Walderhurst
- Law & Order (2009) (televisión) .... Michael Cutter
- Before the Rains (2007) .... Henry Moores
- Broken Thread (2007) .... Ram
- The Namesake (2006) .... Mr. Lawson
- The Ten Commandments (2006) (televisión) .... Aaron
- A Through M (2006) .... The Voice of the Party
- Find Me Guilty (2006) .... Sean Kierney
- Twelve and Holding (2005) .... Jim Carges
- Batman Begins (2005) .... Thomas Wayne
- The Forgotten (2004) .... A Friendly Man
- The Chronicles of Riddick (2004) .... Purifier
- Beyond Borders (2003) .... Henry Bauford
- Blind Flight (2003) .... John McCarthy
- RFK (2002) (televisión) .... Robert F. Kennedy
- The Gathering Storm (2002) (televisión) .... Ralph Wigram
- Hart's War (2002) .... Capt. Peter A. Ross
- Pandaemonium (2000) .... Samuel Coleridge
- Best (2000) .... Denis Law
- Siam Sunset (1999) .... Perry
- The Venice Project (1999) .... Count Jacko/Count Giaccomo
- Shot Through the Heart (1998) (televisión) .... Vlado
- The Wings of the Dove (1997) .... Merton Densher
- Priest (1994) .... Father Greg Pilkington